# Elaine Jin
Elaine Jin Yan-ling (chinois : 金燕玲 ; pinyin : Jīn Yànlíng ; née le 15 décembre 1954), également connue sous le nom d'Elaine Kam, est une actrice hongkongaise-taïwanaise connue notamment pour ses films tournés avec Stanley Kwan et Edward Yang. Elle commence sa carrière à Taïwan en 1973 avant de s'installer à Hong Kong en 1981.

## Filmographie

### Cinéma
- 1973 : Love for Sale de Liu Chia-Chang
- 1974 : The Virgin Mart de Kao Pao-Shu
- 1974 : The Fool and His Money de Sun Chung
- 1974 : My Darling Love de Wong Tin-Lam
- 1974 : Women of Desire de Lui Kei
- 1974 : Lucky, Lucky de Paul Chang Chung
- 1974 : The Devil in Her de Cheung Sum
- 1975 : Pretty Swindler de Steve Chan Ho
- 1975 : I & O de Kang Wei
- 1975 : Bar Girl de Chang Tseng-Chai
- 1975 : Maids-in-Waiting de Lam Yi-Hung
- 1975 : The Wandering Life de Chan Chue
- 1975 : Moon and Stars de Fan Dan
- 1975 : A Cookbook of Birth Control de Steve Chan Ho
- 1977 : Secret of Kowloon Town de Ulysses Au-Yeung Jun
- 1982 : Carry On Police de Wong Wa-Kei
- 1982 : He Lives by Night de Po-Chih Leong
- 1983 : The Black Magic with Buddha de Lo Lieh
- 1983 : The Sensational Pair d'Albert Lai
- 1983 : Let's Make Laugh d'Alfred Cheung
- 1983 : Play Catch de Lau Kar-wing
- 1983 : Obsessed de Joe Chan Jun-Git
- 1983 : Lost Generation de Liu Chia-Chang
- 1984 : Maybe It's Love d'Angela Chan On-Kei
- 1984 : Prince Charmming de Wong Jing
- 1984: A Friend from Inner Space de Ricky Chan Ga-Suen
- 1984 : Love in a Fallen City d'Ann Hui
- 1984: Silent Romance de Frankie Chan
- 1984 : I Love Lolanto de Wong Jing
- 1984 : Wrong Wedding Trail de Clarence Fok Yiu-Leung
- 1984 : Pale Passion de Gam Bing-Hing
- 1984 : Double Decker de Peter Yung Wai-Chuen
- 1985 : Rocky's Love Affairs de Choi Young-Chul et Yeung Chun-Bong
- 1985 : Women de Stanley Kwan
- 1985: Cop Busters de Danny Lee
- 1985 : Friendly Ghost de Chan Chen
- 1985: Those Merry Souls de Lau Kar-Wing
- 1985 : Dead Curse de Gu Sam-Lam et Chong Biu Man
- 1985 : Seven Angels de Michael Mak Dong-Kit
- 1985 : Dream Lovers de Tony Au
- 1986 : Love Unto Waste de Stanley Kwan
- 1986 :  Soul de Shu Kei
- 1987 : People's Hero de Derek Yee
- 1987 : Couples, Couples, Couples de Cheung Ji-Kok
- 1988 : The Diary of a Big Man de Chu Yuan
- 1988 : Heart to Hearts de Stephen Shin et Gordon Chan
- 1988 : King of Stanley Market de Jamie Luk Kim-Ming
- 1988 : Her Vengeance de Lam Nai-Choi : Susan
- 1988 : Set me free! de Raymond Lee Wai-Man
- 1989 : They Came to Rob Hong Kong de Clarence Ford
- 1989 : Chinese Cop Out de Chan Chuen
- 1989 : Wild Search de Ringo Lam : Elaine Lee
- 1989 : Seven Warriors de Sammo Hung et Terry Tong
- 1989 : I am sorry de Tony Au
- 1989 : What a Small World de Jamie Luk Kim-Ming
- 1989 : Running Mate de Moon-Kai Ko
- 1989 : Maybe Next Time de Dennis Chan Kwok-San
- 1990 : Best Friend of the Cops de Wong Wa-kei
- 1991 : A Brighter Summer Day d'Edward Yang : Miss Jin
- 1992 : Heart Against Hearts de Stephen Shin
- 1993 : Moonlight Boy de Yu Wei-yen
- 1994 : Confusion chez Confucius d'Edward Yang
- 1996 : Mahjong d'Edward Yang
- 1997 : Les Sœurs Soong de Mabel Cheung
- 1998 : Love & Let Love ! de Dennis Chan Kwok-San
- 1998 : City of Glass de Mabel Cheung
- 1998 : Tempting Heart de Sylvia Chang
- 1999 : Jackie Chan à Hong Kong de Vincent Kok
- 1999 : Metade Fumaca de Riley Yip Kam-Hung
- 2000 : Yi Yi d'Edward Yang : Min-Min
- 2000 : The Island Tales de Stanley Kwan
- 2000 : Hidden Whisper de Vivian Chang
- 2004 : Three of a Kind de Joe Ma Wai-Ho
- 2007 : Lost in Beijing de Li Yu  : Wang Mei
- 2007 : Brothers de Derek Chiu
- 2007 : The Romantic Fool de Dennis Chan Kwok-San
- 2011 : 33 postcards de Pauline Chan : Miss Chen
- 2012 : The Viral Factor de Dante Lam
- 2013 : Finding Mr. Right de Xue Xiaolu : Chou
- 2013 : Indigo (court-métrage)
- 2013 : A Complicated Story de Kimi Chow
- 2014 : Beijing Love Story de Chen Sicheng
- 2014 : The House That Never Dies de Raymond Yip Wai-man
- 2015 : Port of Call de Chen Sicheng : May
- 2015 : Chasseur de monstres de Raman Hui
- 2015 : Tale of Three Cities de Mabel Cheung
- 2016 : Buddy Cops de Peter Tsi
- 2016 : Mad World de Wong Chun : Tung's Mother
- 2016 : My Egg Boy de Fu Tien-yu
- 2016 : L for Love, L for Lies Too de Patrick Kong Pak-Leung
- 2017 : 29+1  de Kearen Pang : Elaine
- 2018 : About Youth
- 2018 : Spring Tide
- 2018 : House of the Rising Sons de Anthony Chan Yau
- 2019 : Super Me de Chong Zhang
- 2019 : Guilt by design de Siu Kwan Lai, Wing Tai Lau et Pak-Lam Sze
- 2021 : Theory of Ambitions de Philip Yung

## Distinctions
Nommée sept fois aux Hong Kong Film Awards, elle en remporte trois pour ses seconds rôles dans Love Unto Waste (chinois : 地下情) (1986), People's Hero (chinois : 人民英雄) (1987) et Port of Call (chinois : 踏血尋梅) (2016). En 1994, Jin remporte son premier Golden Horse Film Award, également dans cette catégorie, pour sa performance dans Confusion chez Confucius(chinois : 獨立時代) d'Edward Yang (1994). Jin a remporté le Golden Horse Award et le Hong Kong Film Award de la meilleure actrice dans un second rôle pour sa performance dans le film Mad World de 2016.